# Linowy plac zabaw

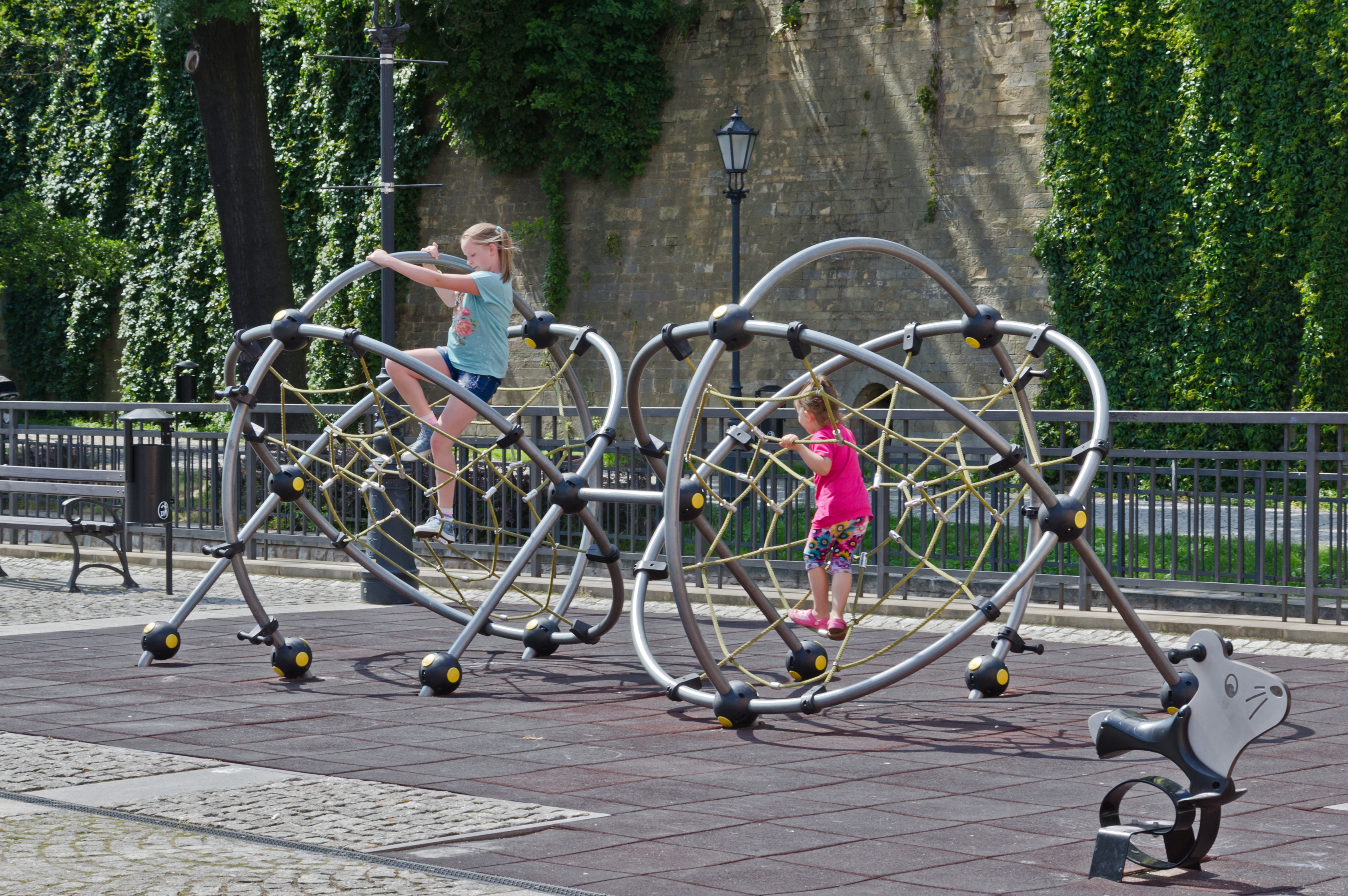
Linarium w Kłodzku

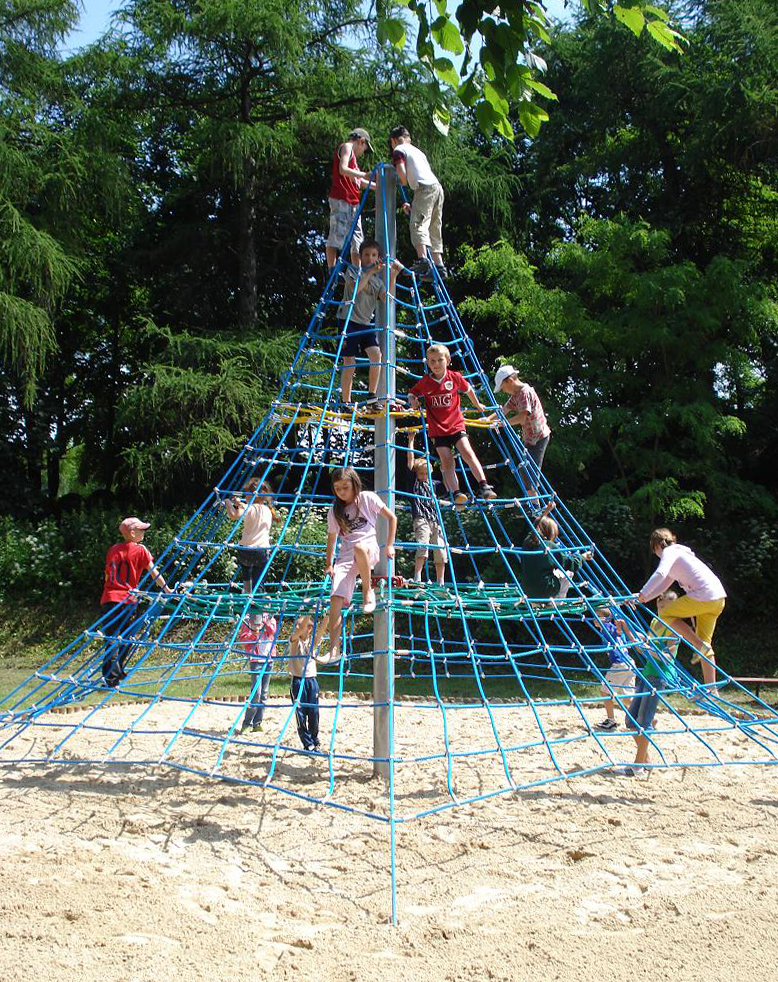
Piramida linowa DeimosXL

Linowy plac zabaw – tzw. linarium, jest to wydzielone miejsce przeznaczone do zabawy i rekreacji dzieci (najczęściej starszych - powyżej 5 lat), na którym dominują struktury z połączonych ze sobą specjalnych lin, rozwijające spryt i kreatywność. Przyczyniają się one znacząco do rozwoju fizycznego dzieci.
Specjalna lina zbrojona strunami stalowymi o wysokiej wytrzymałości na obciążenia i warunki atmosferyczne daje możliwość konstruowania rozległych i wysokich urządzeń zabawowych, jednocześnie zachowując zgodność z normami PN-EN 1176. Dla linarium zalecana jest bezpieczna nawierzchnia amortyzująca upadki - pole piaskowe, żwir, nawierzchnia syntetyczna zgodna z normą EN 1177.
Najpopularniejsze urządzenia:
- piramida linowa (stożek, rakieta, pająk) – głównym elementem jest jeden słup, na którym konstrukcję linową tworzą liny główne zakotwione w gruncie za pomocą śrub rzymskich umożliwiających korektę naciągu. Dodatkową atrakcją są linowe płaszczyzny umiejscowione na różnych wysokościach. 
Spotykane w Polsce piramidy, mają wysokość 2,40 – 8,00 m.
- zestaw linowy – głównymi elementami linarium są słupy stalowe rozmieszczone w odpowiedniej odległości (do 4,3m), pomiędzy którymi zawieszone są sieci linowe o rozmaitych formach. 
- kopuła linowa - urządzenie składa się z dwóch półokręgów skrzyżowanych ze sobą, między którymi napięta jest przestrzenna konstrukcja linowa złożona z pionowych i poziomych sieci. 
Często można spotkać również linaria, które są połączeniem ww. najpopularniejszych urządzeń poprzez odpowiednie ich rozmieszczenie w terenie i połączenie mostkami i tunelami, dzięki czemu tworzą atrakcyjny i bezpieczny park linowy na placu zabaw.
Najczęściej duże konstrukcje spotykane są w parkach, skwerach, plażach i miejscach wszelkiej rekreacji rodzinnej.